# Рожанка (станция)
Рожанка (бел. Ражанка,транслит. Ražanka) — станция Барановичского отделения Белорусской железной дороги в Щучинском районе Гродненской области. Находится в посёлке Рожанка, в 4 км от агрогородка Рожанка; на линии Лида — Мосты, между остановками Логвины и Бобры.